# Облога Високого замку (1648)
Облога Високого замку (1648) (пол. Oblężenie Wysokiego Zamku) — серія штурмів, здійснена спільними силами козаків і татар під загальним командуванням полковника Максима Кривоноса з кримськотатарським полководцем Тугай-Беєм, спрямовані на стратегічно важливу позицію для міста Львова. Тривала в період облоги міста Богданом Хмельницьким, під час національно-визвольної війни. Оборона замку на чолі з бургграфом Яном Братковським не призвела до зняття облоги. Взяття замку козацько-татарськими військами вирішило подальшу долю міста і справило велике враження на львів'ян тим, що Високий замок, котрий до цього моменту вважався недоступним для ворога, був узятий уперше за всю історію існування.

## Передумови
Польсько-українська війна середини XVII ст., який в українській історіографії отримала назву «Хмельниччини» або Національно-визвольної війни українського народу, а у польській — Повстання Хмельницького (пол. Powstanie Chmielnickiego), дуже швидко охопив усю тодішню Україну. Блискучі перемоги козацької армії за допомогою кримськотатарської кінноти над польсько-шляхетськими військами в битвах під Жовтими Водами та Корсунем дозволили Богдану Хмельницькому кардинально змінити на свою користь ситуацію, що склалась в країні. На окупованих землях адміністрації Польського королівства почалися масові виступи українського населення, внаслідок чого влітку 1648 року Київське, Брацлавське, Чернігівське і частково Подільське воєводства були звільнені від польської адміністрації.
Поляки розуміли своє становище, розуміли також, що військо Богдана Хмельницького не зупиниться, козаки фактично стелили собі шлях на захід. Тому 4 червня 1648 року у Львові на військовій раді шляхти і львівського патриціату було прийнято ухвалу про зміцнення оборонно-фортифікаційної системи міста. Для вартування на мурах і в брамах вирішено було використовувати тільки послуги найманих жовнірів, а не мешканців міста.
Ще більш сприятливі обставини для козаків склалися наприкінці вересня 1648 року. Богдан Хмельницький з військом зайняв позицію на річці Пилява, де, дочекавшись прибуття ворожих сил, 21-23 вересня 1648 року за допомогою 4 тисячної кримськотатарської кінноти отримав блискучу перемогу в Пилявецькій битві. Польська шляхетська армія загальною чисельністю у 130 тис. чоловік втратила більш ніж половину бійців та всю артилерію (92 гармати), а весь обоз повністю дістався Хмельницькому. Козацько-татарські втрати налічували щонайменше 3 тис. чоловік. Після цієї поразки польську шляхту глумливо стали називати «пилявчиками».
Залишки польської армії вдалися до втечі, прямуючи до Львова. Відстань майже в 300 км втікачі подолали приблизно за півтори доби, 26 вересня вранці «пилявчики» дісталися міста. 28 вересня на військовій раді було обрано гетьманом Ярему Вишневецького, який пообіцяв налагодити оборону міста та «клятвено обіцяв боронити місто Львів, як власність Речі Посполитої…». Під час ради хтось з присутніх звернув увагу на передмістянина, який прислухаючись, про що йшла мова, занотовував собі щось на папір. Його одразу визнали козацьким розвідником та без пояснень вивели до Єзуїтської хвіртки та зарубали шаблями. Після чого видали універсали, що скликали всіх бродячих довкола Львова військових повернутися до міста. Таки самі накази розіслали й тим підрозділам, які не встигли на поле бою під Пилявцями та прямували назад в Польщу. Ярема Вишневецький погрожував тим із командирів, хто відмовиться виконати його накази, інфамією та позбавленням майна. Після того, як Вишневецький погодився захищати місто, міська влада власним коштом влаштувала великий бенкет для вищих офіцерів. Тим часом, козаки готувалися йти до Галичини.

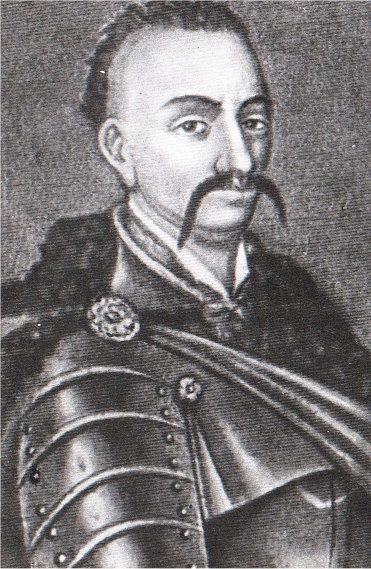
Ярема Вишневецький

### Значення Високого замку
Стратегічне розташування так званої «замкової» або «княжої» гори оцінив ще в часи Галицько-Волинської держави князь Лев Данилович: за нього, за даними польського історика і бургомістра Львова Юзефа Бартоломея Зиморовича-Озимека, проклали на гору дорогу та побудували там тимчасове поселення, оточивши його дерев'яним частоколом та засіками. Сам Лев Данилович мешкав у цьому поселенні лише одну зиму: повернутися до міста князя змусило дуже холодна зима та гострі зимні вітри. Княжа гора, на котрій розмістився замок, є найвищою місциною міста Львова висотою 413 метрів над рівнем моря. З неї проглядалося майже все тогочасне місто та підступи і шляхи до нього. Лев Данилович свого часу перевіз до замку скарбницю міста на випадок війни та наказав її охороняти численним вартовим, що підкреслювало недоступність та стратегічне значення гори.
У княжі часи Замкову гору вкривав ліс, який з часом вирубали. Вирубування дерев призвело до того, що гора зяяла пусткою. У 1430-х років німецькі мешканці Львова привезли із Молдови саджанці винограду й посадили на схилах Високого замку виноградники, які проіснували до осені 1648 року, коли їх понищили козаки Богдана Хмельницького. Замкова гора мала стратегічне значення в обороні Львова, і якби ворогу вдалося захопити висоту, то він міг би без перешкод розташувати там артилерію і вести прицільний гарматний обстріл міста, завдаючи великої шкоди насамперед оборонним фортифікаційним спорудам, через що Львову загороджувала б капітуляція.
Відомо також, що Високий замок окрім своїх прямих захисних функцій, виконував і функції шляхетської в'язниці і сигнального пункту, з якого попереджали місто в тому разі, якщо йому загрожувала небезпека, наприклад восени 1624 р. коли під Львів підійшли татарські війська, замковий гарнізон 26 травня відкрив вогонь з гармат, тим самим даючи сигнал гарнізону міста про підхід ворожих сил.

### Фортифікаційні споруди
Кам'яний замок на горі, котра в той час мала назву «Бідель», почав будувати на місці старого дерев'яного замку польський король Казимир III у 1362 році. Замок будувався довгий час і пізніше не раз перебудовувався. Зазвичай його називають «казимирівським» для відмінності від замку, який звели ще за наказом Лева Даниловича. Стіни замку побудовані з вапнякових прямокутних блоків, причому у підніжжі блоки більші, аніж ті, що розташовуються вище. Зверху кам'яної кладки йшла цегляна забудова. Куртини замку були покриті зубцями а з пощиренням вогнепальної зброї було побудовано бійниці для гармат. Дорога до замку починалася від теперішньої вулиці Ужгородської і йшла під теперішній копець Люблінської унії. Друга дорога, яка вела до замку через західну браму, починалася на Підзамче. Замок являв собою ламаний чотирикутник, простягнутий із заходу на схід на 130 метрів (у наші дні фундамент його південно-східної вежі схований під земляним насипом копця). Замок мав дві брами: одну з південно-східного, а другу — із західного боку. Брама з південно-східного боку вела до невеликого подвір'я — «пригородка», що відділялося від решти території замку ще однією внутрішньою брамою.

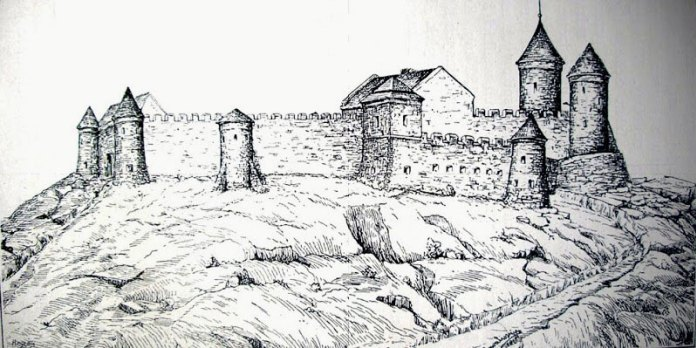
Високий замок кінець XVII століття

У північно-східному куті замку фланкувала велика вежа-донжон діаметром близько 12 метрів, яка ще мала назву «сигнальної» або «шляхетської». Остання назва— це наслідок того, що саме в цій вежі утримували засуджених на тюремне ув'язнення шляхтичів. На думку Р. Могитича, «шляхетська вежа» була збудована ще раніше, вона могла відноситися до епохи Данила Романовича, при забудові нового замку польські інженери лише включили її в систему фортифікацій нововідбудованного замку. Вежа відрізнялася своїми розмірами від інших веж Високого замку, крім того за повідомленням опису 1570 року вона не мала бійниць для вогнепальної зброї, що вказує на її давнішнє походження.
З письмових джерел відомо, що до вежі не було входу на рівні першого поверху. Щоб дістатися до неї всередину, потрібно було підійматися дерев'яними сходами на галерею. В'язницею для шляхтичів слугував цокольний поверх цієї вежі, який не мав виходу назовні. В'язнів туди спускали і витягували на мотузках.
Південно-східна вежа замку, яку також називали «гультяйською», з боку замкового подвір'я мала зрізаний сегмент, що вказує на те, що її будували одночасно із мурами. Вежа отримала свою назву через те, що в ній ув'язнювали людей нешляхетського походження.
В'їзна вежа замку мала три яруси. Перекриття всередині цієї вежі були дерев'яними, їх побудували з балок, на які настелили підлогу із дощок. Така конструкція мала зменшити навантаження на зовнішні стіни, що посилювало їх стійкість у випадку пошкодження артилерійським вогнем. Поверхи були з'єднані між собою дерев'яними сходами. У 1495 році на цій вежі стояли принаймні три гармати — дві «бомбарди, або — піксиди», та одна "гуфниця зі знаком «Одровонж». Наступний опис замку 1558 року згадує вже про дві встановлені на цій брамі «гармати великі й довгі на лафетах і на колесах добре окутих». Опис замку за 1645 року знову згадує ці дві гармати: «старомодні гармати, одна на дерев'яному окутому залізом лафеті на двох поганих окутих колесах, а друга без лафета й коліс». У в'їзній вежі Високого замку розташовувалися окуті залізом ворота та міцні дубові ґрати.
В'їзна вежа поєднувала дитинець замку із невеликим витягнутим з півночі на південь пригородком, що мав ще одну браму, влаштовану в напівкруглій вежі, орієнтованій проїздом на схід. Друга зовнішня брама, яку за повідомленням джерела спорудили «у часи старости Одровонжа», також мала міцну браму та дерев'яні ґрати, які замикалися залізними ригалями. Пригородок споруджено з тією метою, аби ворог, який прорвався через перші ворота замку, мусив штурмувати ще одну браму, перебуваючи в обмеженому просторі під обстрілом захисників укріплення.
Пригородок оточений з трьох сторін мурами. У мирні часи пригородок виконував господарські функції, наприклад, у середині XVI ст. гарнізон Високого замку утримував там з півтора десятка свиней.
У середній ділянці південної куртини замку стояла напівкругла вежа, що мала п'ять бійниць для гармат. В описах замку згадується, що вона нижча за в'їзну вежу замку й мала лише два яруси, тож її висота, вочевидь, не перевищувала висоти замкових мурів. Вхід до цієї вежі був влаштований із замкового дитинця. Опис Високого замку за 1645 р. згадує про «дві добрі бронзові польові гарматки на лафетах з колесами, добре залізом оправленими», що стояли в цій вежі.
Складною в архітектурному плані спорудою була західна брама замку, зведена в комплексі з двома наріжними вежами вузького західного боку замку (південно-західною та північно-західною). У цій брамі проїзд замкнений стрілчастою аркою готичного типу. В описі замку середини XVI ст. не згадується про вежі обабіч цієї брами, тож, швидше за все, на думку Р. Могитича, ці вежі конструктивні елементи самої брами, оскільки ширина замкової стіни в цьому місці порівняно невелика. Принаймні одна із цих двох наріжних веж — південно-західна — не мала бійниць. Західна брама мала три яруси, на двох верхніх були влаштовані житлові приміщення. Вхід до цих приміщень вів дерев'яними сходами ззовні споруди. Під час археологічних розкопок, проведених у 1975 році, дослідники змогли визначити, що з внутрішнього боку західної брами Високого замку розташовувалася бойова галерея, яка з'єднувалася із такими ж галереями північної та південної стін замкового муру. З північного боку замок не мав веж.
Вежі Високого замку перебудували в середині XVI ст. Реконструкція пов'язана із прогресом військової техніки й необхідністю встановити в замкових вежах гармати. В описі замку 1558 року згадується, що частина гармат стоїть не на вежах чи мурах, а просто на дитинці замку, що може вказувати на те, що не всі вежі на той час були пристосовані до встановлення на них артилерії.

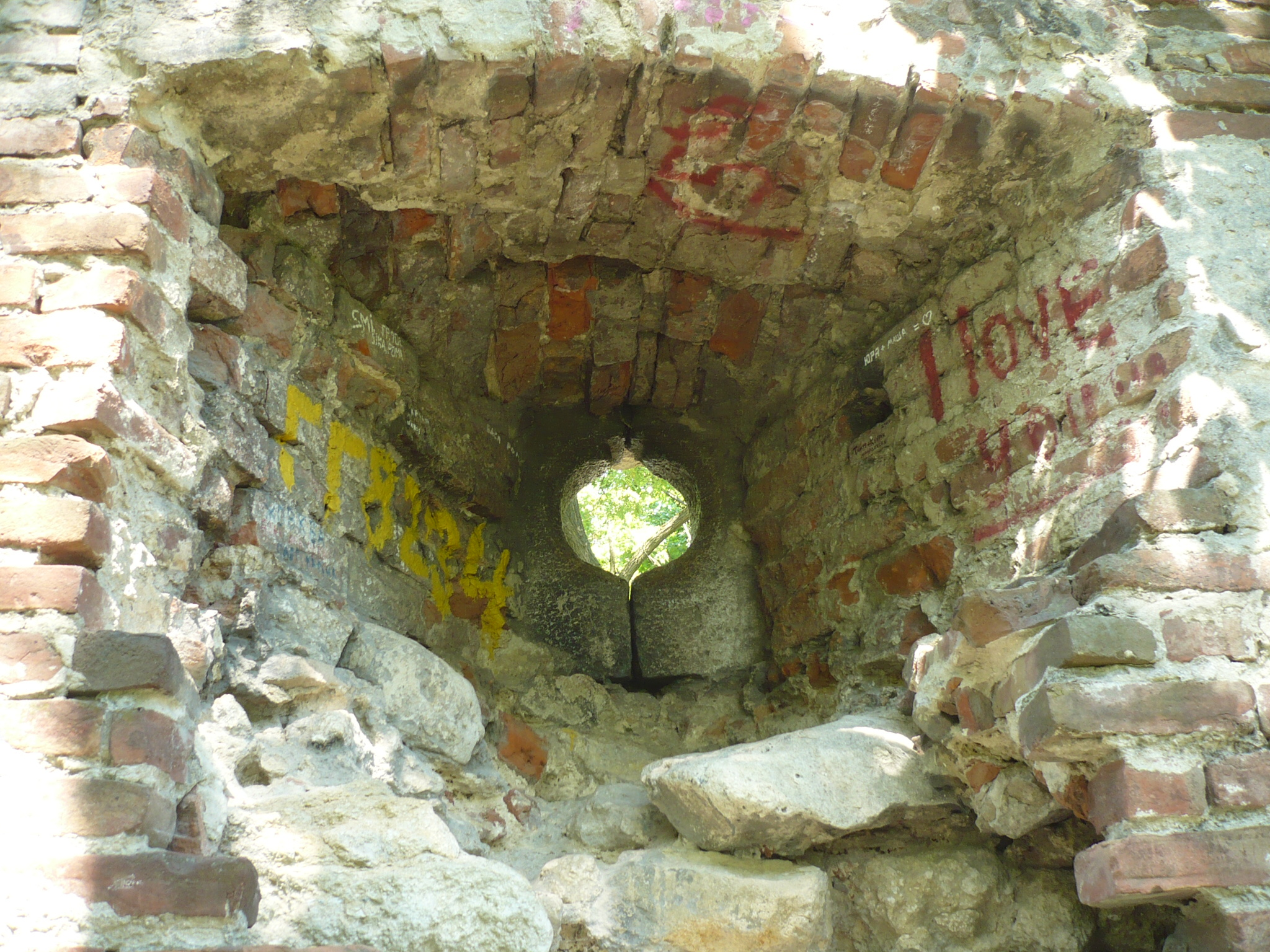
Бійниця південного муру, сучасний стан

Довкола всіх мурів замок мав дерев'яну бойову галерею. В описі Високого замку 1558 року ця галерея згадується як «стара та не добра». З описів замку відомо, що на бойовій галереї присутні дерев'яні комірчини, в яких ховалися від негоди вояки, що несли сторожову службу. Опис замку 1558 року згадує про вісім таких комірчин, а опис 1570 року — лише про три. Невеликий триповерховий палац розмірами 14 на 25 метрів розміщався впоперек замку, розділяючи його на велике західне та мале східне подвір'я. Перед палацом із західного боку був викопаний рів — перекоп. Проїзд з одного подвір'я в інше було влаштовано через стіни палацу. У цьому проїзді були «дерев'яні ворота залізними бляхами оббиті, […] на залізних чопах зверху та на долі для закривання, з риглями, скоблями і доброю колодкою». Міцна брама та перекоп перед будівлею палацу вказують на те, що якщо б ворог зумів подолати обидві брами замку, оборонці могли б продовжувати опір у цьому місці, відійшовши в менше західне подвір'я. Триповерховий палац був покритий двосхилим дахом із гонту. Перший поверх, з огляду на потреби безпеки, не мав вікон. Влаштовані на другому поверсі вікна та двері будівлі були декоровані білокам'яним обрамленням, уздовж східної стіни будівлі з боку меншого замкового подвір'я було настелено дерев'яну галерею. На горішньому поверсі палацу містилася велика каплиця, у якій, за свідченням Мартіна Груневега, наприкінці XVII ст. ще зберігалися фрескові розписи у візантійському стилі.

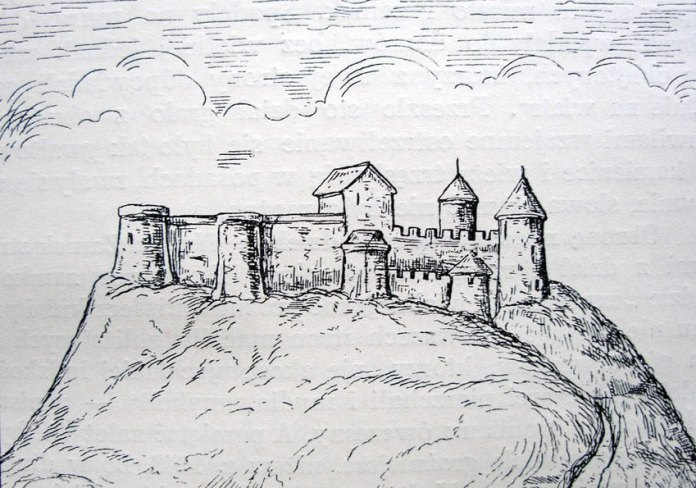
Високий замок ХVІІ століття

Від замку польської доби, донині зберігся лише невеликий фрагмент південної стіни, котра відділяла замкове подвір'я від невеличкого пригородка біля головної в'їзної брами. Цей фрагмент стіни зведений на скельній основі, а тому не має фундаменту. У нижній частині стіна (на висоті близько 2 метрів) вимурувана із великих брил каменю, вище із цегли. З боку пригородка стіна повністю побудована з каменю. Внутрішні пазухи стіни мають комбінований характер — шари каменю перекладені шарами цегли. Використана для мурування стіни жолобчаста цегла має неоднакові виміри, від 8,5 на 10 на 12 сантиметрів до 14 на 27 на 29 сантиметрів. Товщина стіни 1,60-1,65 метра. Зовнішня частина муру зведена із незначним нахилом до середини. Судячи із вигляду бійниць, які пристосовані для стрільби з вогнепальної зброї, а не з луків, споруда має пізніше походження або зазнала суттєву перебудову.
| Фортифікаційні споруди Високого Замку XVII століття |                       |            |                 |
| Схема фортифікаційних споруд Високого Замку         |                       |            |                 |
| Позначення                                          | Опис                  | Позначення | Номер           |
| A                                                   | Пригородок замку      | B          | Велике подвір'я |
| C                                                   | Житлові будівлі       | D          | Мале подвір'я   |
| Номер                                               | Опис                  | Номер      | Опис            |
| 1                                                   | Надвірна виїзна брама | 2          | Внутрішня брама |
| 3                                                   | Ворота                | 4          | Башти           |
| 5                                                   | Шляхетська вежа       | 6          | Вежа «драбів»   |
| 7                                                   | Будівля бургграфа     | 8          | Дім «драбів»    |
| 9                                                   | Кухня і пекарня       | 10         | Джерело         |

### Постачання провіанту

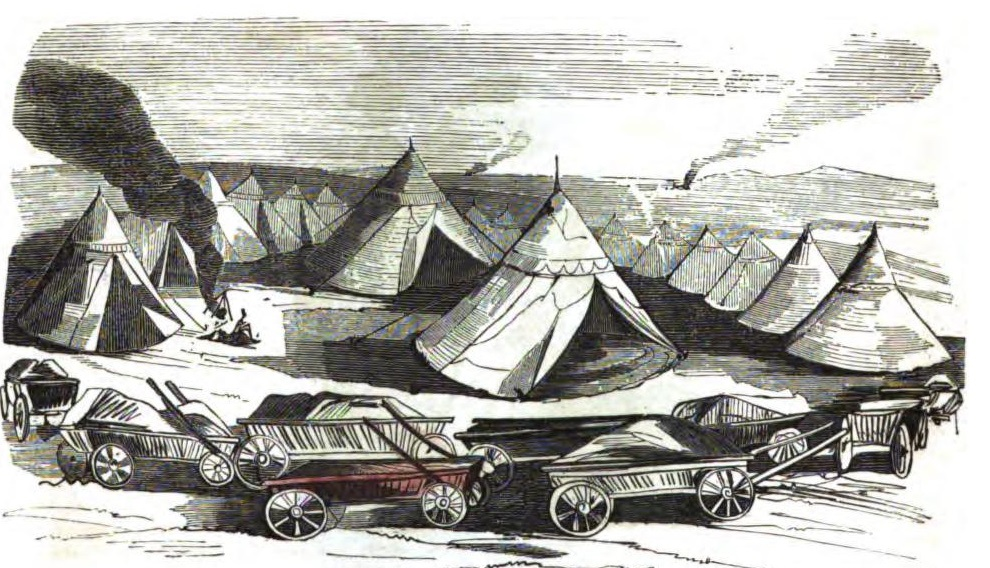
Табір козаків

Відомо що на території замку разом із військовими жили й цивільні мешканці. З північного та східного боків поза межами мурів залишалася досить значна вільна площа. У 1976 році, після проведення археологічних розкопок, було встановлено, що у північно-західній частині плато ця територія обведена валом із дерев'яним палісадом. На думку Р. Могитича, ця площа власне за межами замкового подвір'я могла використовуватися цивільними мешканцями для господарських потреб. Наприклад, могли тримати різноманітну худобу чи виконувати які-небудь сільськогосподарські роботи, що їх не зручно було проводити в тісному подвір'ї замку.
На території замку, у його східній частині, розміщалося джерело, але під час облоги цивільні мешканці вночі таємно ходили по воду до джерела на Підзамче, що дає змогу вважати, що джерело в замку не функціонувало.
І. Крип'якевич вказує, що перехід до великого пригородка слугував складом як для сіна, так і для соломи, тут також могли тримати худобу. У меншим пригородку який розмістився за брамою, і з'єднувався з великим пригородком східним муром, знаходилася будівля з сіньми. В будинку на першому поверсі в двох коморах тримали запаси збіжжя, борошна, хліба, соленого м'яса та інші припаси; під ними розміщувалися глибокі приміщення, де тримали пиво. На другому поверсі тримали зброю. На території замку стояла окрема будівля для приготування їжі, котра мала назву «чорної».
Набої, кулі і порох надходили до замку з міста, в джерелах є свідчення, що під час облоги, через недостачу власне набоїв, а також через те, що гарнізон відчував сильну спрагу і голод, бургграф пробився з невеликою кількістю бійців до міста 13 жовтня, де йому надали допомогу, після чого він знов відступив до замку. Завдяки цій вилазці гарнізон міг ще тримати оборону кілька днів.

### Тактика оборони

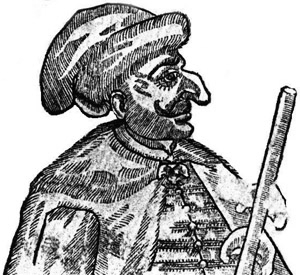
Максим Кривоніс

Основним принципом оборони всіх замків, була максимізація уразливості нападного ворога при одночасній мінімізації негативних наслідків для її захисників.
Тактика оборони замкового гарнізону полягала в тому, щоб постійно турбувати супротивника обстрілом з замкових мурів, та не дати ворогу забратися на них і потрапити у внутрішню частину замку. Підступи до замку ще до початку штурмів перегороджували спеціально викопані рови, але, попри ці застереження, козаки з татарами в перший штурм 10 жовтня змогли їх подолати та підійти під самі мури південно-східної частини замку. За повідомленням джерел, козаки намагалися приставити штурмові драбини до мурів, тому захисники чітко поділяли між собою функції відбиття нападів: одна група бійців не давала ворогу приставити драбини й скидала їх різними способами: кидали каміння, виливали на голови нападників окріп, олію, у цьому активно допомагали цивільні мешканці і ті, хто переховувався в замку; інша частина захисників зосереджувалась на ворожій піхоті, відганяючи її від мурів. Для стрільбищ з мурів замку в бійницях були встановлені гармати. В умовах коли ворог був у буквальному сенсі під самими мурами, вогонь гармат вже не відігравав суттєвої ролі.
Козаки по оборонцях вели шквальний вогонь, судячи з джерел які повідомляють про 12 возів, козаки вели обстріл саме прикриваючись ними та не даючи захисникам підняти голову. Про це свідчить той факт, що козаки під прикриттям сильного мушкетного вогню зуміли зробити пролом в одному з мурів замку, однак майже одразу були відігнані від стіни. За повідомленням джерел, під час козацьких атак на замок львівські каноніри, допомагаючи замковому гарнізону, вели сильний гарматний обстріл по нападниках з мурів Львова. Особливо відзначались єврейські пушкарі на вежі Корнякта, з якої дуже добре проглядається Високий замок, і особливо дорога, яка веде до нього. Судячи з того, що козаки все ж змогли дістатися вершини гори, обстріл не був дуже ефективним. Міські гармати вели вогонь по ворогу тоді, коли він тільки підіймався на саму гору з південної сторони: вести вогонь по ворогу, коли він був під мурами замку, було досить небезпечно, оскільки був великий ризик влучання снаряда в стіну замку, що дало б козакам велику перевагу. Оскільки гарнізон був досить невеликим він не робив ніяких вилазок на початках, щоби відтіснити ворога в рукопашній сутичці, хоча застати зненацька нападників вони могли й мали можливість, зробивши вилазку із західної брами та розбившись на дві групи, у такому випадку одна група попрямувала би схилом до головної брами з північної сторони, інша з південної, та таким чином вдарила б на фланги ворога. З цього випливає й негативний фактор для оборонців, таким чином захисники розділили й без того свої маленькі сили, через що ризик захоплення замку був дуже великим.
Козацький удар був спрямований не на весь периметр куртин замку, тільки на його вразливу південно—східну частину, тому всі сили замкового гарнізону в перші дні ворожої атаки, сконцентрувались на стінах біля головної вхідної брами, та вели вогонь з мушкетів і гармат, не даючи ворогу наблизитись до оборонних споруд.

## Склад та чисельність військ

### Козацько-татарська армія

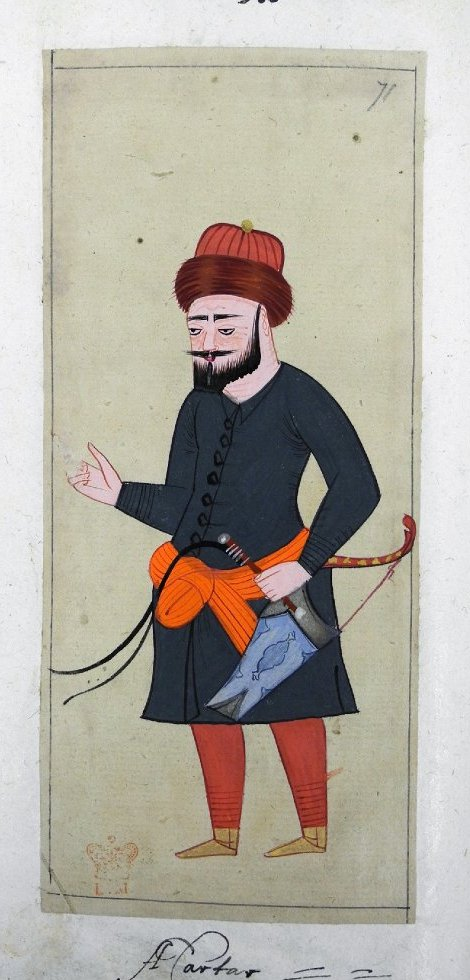
Татарський лучник із видання Ганса Слоана «Привиди Великого Синьорського суду», 1620 рік

Основні бойові дії за Високий замок вели загони селян, сформовані в полк з підтримкою козаків і татар, під загальним командуванням Максима Кривоноса і Тугай-Бея. Селяни були передовими загонами: вони перші брали на себе удар, після чого під прикриттям татарських лучників ішли козацькі загони з татарською піхотою. Атака часто супроводжувалася гучним криком з метою налякати ворога і підбадьорити себе. У першому штурмі замку 10 жовтня козаки використовували типову козацьку тактику з возами, суть якої полягала у використанні їх як прикриття від ворожого вогню. Недоліком і загрозою для такої тактики був маленький простір на вершині замкової гори, котрий робив вози малорухливими. Тактика використання вагенбургу була дуже популярною серед козаків та відома ще з часів середньовіччя: підводи слугували прикриттям від ворожих обстрілів та завдяки їм можна було легше вивозити поранених в бою.
Характерною рисою козацтва були його здібності в саперній справі. У власних спогадах папський нунцій Торрес, відвідавши Польщу та Україну, зазначав:
| Козак воює стільки ж мушкетом, скільки й мотикою та лопатою. Козак має ці обидва знаряддя на одному держаку, прив’язаному до пояса... |
Про цей факт свідчить те, що козакам вдалося зробити пролом в стіні замку під час штурму 10 жовтня. Армада використовувалася для прикриття козаків у наступальних діях, а також для відбиття ворожих наступів під час оборони. Чисельність бійців полку Кривоноса не відома, як і чисельність татарських вояків. Під час національно-визвольної боротьби під проводом Хмельницького були сформовані додаткові полки, що стали військовою опорою козацької держави. Їх чисельність змінювалась в залежності від тактичних завдань та стратегічних обставин. Окремі з них існували лише у період з початку повстання й до Зборівської угоди

### Гарнізон Високого замку
Високий замок був порівняно не великим. Його гарнізон, на думку А. М. Козицького, навряд чи міг перевищувати 100 осіб, а зазвичай був значно меншим. За даними архівних згадок, у замку служили не більше 20-50 солдатів, що було цілком закономірним: це пояснюється насамперед тим, що в мирний час замкова залога була значно меншою, ніж під час військових дій. До уваги потрібно брати той факт, що окрім бійців гарнізону, були присутні й цивільні мешканці котрі брали участь у відбитті ворожих атак. Під командуванням бургграфа було 52 військових та кільканадцять пахолків (замкових слуг). Судячи з джерел, на Високий замок було передислоковано ще 5 жовтня, за наказом Яреми Вишневецького, частина драгунської корогви. Під командуванням Мацея Рибинського був загін, який налічував до 100 бійців, на озброєнні котрих були мушкети. Тому кількість захисників замку, враховуючи цивільних, перевищувала 100 чоловік. Для військових замку були побудовані казарми на території великого пригородка, котрі І. Крип'якевич називає «дім драбів».

## Облога

### Прибуття козацько-татарської армії

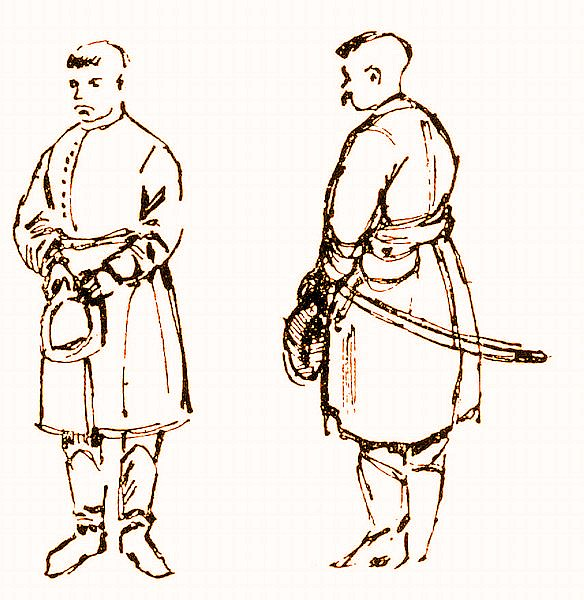
Запорозькі козаки, чернетка Абрагама ван Вестерфельда, до 1692 року

Після перемоги під Пилявцями козаки не поспішали йти на Львів. Хмельницький дав можливість відпочити своїй армії. У праці А. Козицького зазначається, що Богдан Хмельницький спочатку взагалі не мав наміру йти до Галичини. Дискусії істориків про причини цього походу тривають досі. Висловлюється думка що одним з головних мотивів могло бути бажання дати можливість татарам набрати ясиру та військових трофеїв. Основна частина татарського війська підійшла на Поділля вже після того, як польське військо було розбите під Пилявцями. Згідно з угодою, яку Богдан Хмельницький уклав з татарами, ті не мали брати в ясир українців, проблема полягала в тому що поляків та євреїв на землях на схід від річки Случ майже не залишилося. Таким чином, похід до Львова й далі на Замостя мав дати можливість поживитися татарським союзникам.
Тим часом після взяття козаками Старокостянтинова, 26 вересня 1648, відбулася військова козацька рада з метою розроблення плану подальших дій. Деякі представники старшини та полковники (Максим Кривоніс, Іван Виговський та інші), висловились за закінчення війни та закріпленні на річці Случ. Натомість Тугай-Бей віддавав перевагу подальшому наступу аргументуючи це тим, що потрібно добити поляків, сказавши:
| Короткотривалий дощ швидко всякає в землю, й лише під час зливи по землі течуть потоки дощової води, а перед тими потоками буває, що не можуть встояти не тільки поля, але й цілі будинки. |.
Із стратегічної точки зору похід до Галичини мав на меті не дозволити польській стороні відновити військові сили, які могли зібратися під Львовом та Глинянами. Хмельницький міг допустити, що ті польські сили, котрі не взяли участі в Пилявецькій битві, можуть зосередитися на околицях Львова. Але більшість козаків віддала голоси за продовження військових дій. У понеділок 28 жовтня 1648 Богдан Хмельницький вирушив з військами через Чоганський Камінь до Ямполя, де 30 вересня об'єднався з татарськими підрозділами, якими командував калга Кирим-Ґерай. Об'єднане військо пішло на Вишневець, а далі — на Збараж, де розділив своє військо на дві частини, кожна з яких мала завдання дійти до Львова різними шляхами. Частина війська, котру очолив гетьман, ішла до Львова через Броди і Буськ. Друга частина мала наступати через Золочів і Глиняни, прямуючи з татарами на Львів.

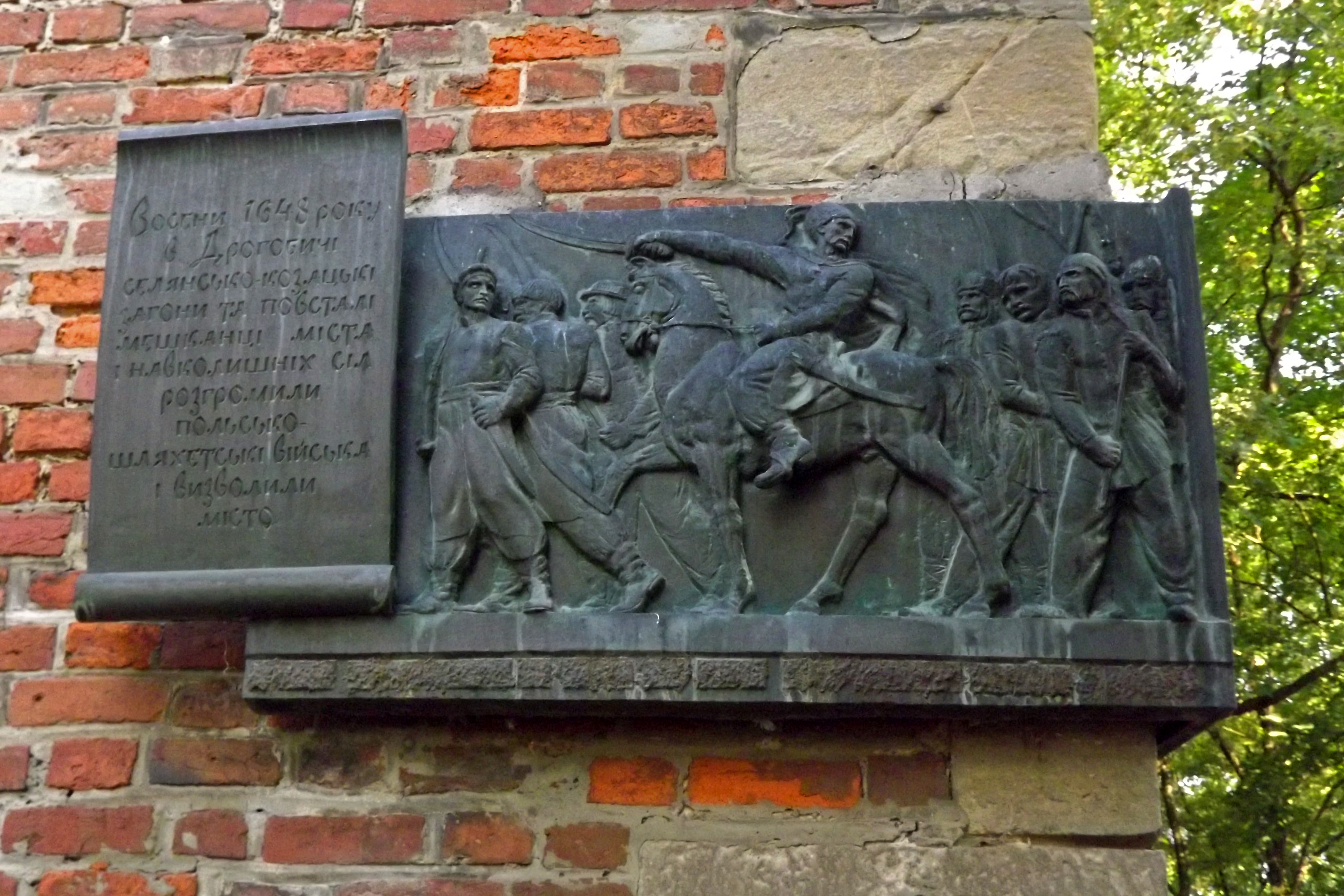
Художньо-меморіальна таблиця на костелі святого Варфоломія на честь визволення Дрогобича восени 1648 року козацько-селянськими загонами від польсько-шляхетських військ

Козацькі сили прямували зі Старокостянтинова по лінії Базалія-Збараж-Тернопіль-Глиняни. Окремі полки попрямували бічними шляхами, щоб підтримувати селянські повстання. На Волині Максим Кривоніс здобув Кременець. Деякі козацько-селянські загони прямували через Теребовлю в напрямі на Рогатин, особливо укріплених фортець військо не здобувало, лишаючи їх в облозі селянських загонів. У цьому полягав один із початкових етапів стратегії Хмельницького: окремі гарнізони польської армії що залишалися в фортецях, не могли завдати великого клопоту козакам, що прямували на Львів, але Хмельницький забезпечив безпечний прохід, через що львівський гарнізон не міг отримати будь-якої допомоги з української території.
У Львові Вишневецький разом з львівським старостою Миколою Синявським, регементарями коронного війська та комісарами Речі Посполитої, за даними Львівського літопису:

| …всі клейноди, і золото, і срібро від кляшторів, і костелів, і церкв поотбирали на військо. |

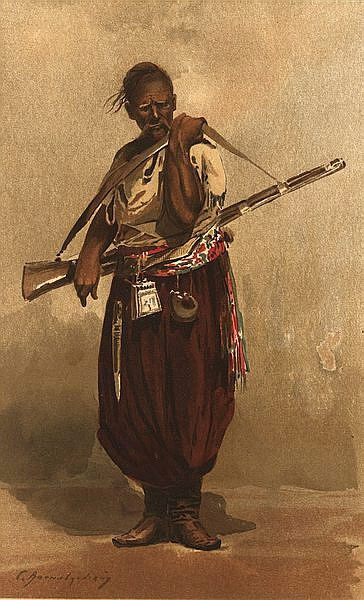
Сергій Васильківський. Тип запорожця XVII—XVIII століть, 1900 рік

На зібранні кошти до 1 жовтня завербували на службу 2 248 осіб. З них сформували 8 гусарських, 21 панцерну, 2 драгунські корогви та дві піхотні роти. У наступні дні вербування продовжувалися. Згідно з даними, оголошеними ще 23 вересня 1648 року на сеймі у Варшаві, загальна кількість зібраних князем Вишневецьким у Львові військ склала 4 378 солдатів, серед яких 634 гусари, 3 334 козаки, 180 драгуни, 230 піхотинці. Однак і після цього залишилося багато коштів, котрі Вишневецький наказав роздати ротмістрам. Вишневецький періодично висилав зі Львова на схід розвідувальні експедиції. 4 жовтня такий роз'їзд, яким командував син Констянтина Корнякта, поблизу Миклашева виявив татар. Для перевірки повідомлення, ще того самого дня в околиці Миклашева вислали ще один роз'їзд, який підтвердив цю інформацію. У ранці 5 жовтня волоська корогва Єроніма Сенявського захопила поблизу Львова татарина котрий підтвердив, що Тугай-Бей уже близько.
Самійло Кушевич зовсім інакше подає ці події: замість розподілу зібраних коштів на потреби для оборони, 5 жовтня 1648 року в понеділок по полудні, дізнавшись, що спільні козацько-татарські сили стягуються до околиць міста, тримав ці данні в таємниці від міського населення. Мешканці дізналися про розташування ворожих сил лише тоді, коли Вишневецький зі всіма коштовностями, пробився через татарські загони та попрямував на Замостя, а сам відправив проінформувати місто пана Андрія Ціковського, якого призначили з загоном у 60 чоловік боронити місто,(є свідчення джерел, котрі подають іншу кількість вояків у його загоні — 70 і навіть 107 осіб). На звістку що Вишневецький втік зі Львова, почали утікати й заможні родини. За ними потягнулися й бідніші мешканці, але всі громадянські утікачі попали до татарського полону.
У ніч проти 6 жовтня на захід від Львова гарнізон міста побачив заграви. Це татари підпалили Брюховичі та Скнилів. У вівторок 6 жовтня з ранку, на околицях Львова з'явилися перші татарські загони. Деякі з татар шукали шляхи щоби втрапити до львівських передмість. Передмістяни боронячись змогли вбити багато ворогів. Татари підійшли до міста зі сторони Збоїщ, а далі через Клепарівські пагорби потягнулися на поля за церквою св. Юра. Звідти татари пішли на гору Вроновських, а далі до нинішньої площі Митної. Протягом дня місто було взяте в татарське кільце, але атакувати татари не наважилися. Увечері 6 жовтня у Львові з'явилась чутка, що до міста повертається князь Вишневецький, із яким іде велика кількість прусських найманців. Це підняло настрій людей, але чутка виявилася вигадкою. 7 жовтня до міста підійшов Тугай-Бей та розмістився в Збоїщах, що були тоді приміським селом.
Наступної ночі 9 жовтня львів'яни побачили на схід від міста сильну заграву, та одразу подумали, що це татари запалили якесь село. Це підійшли основні сили з Богданом Хмельницьким, майже 100 тис. чоловік, включаючи турків, румельців та волоський полк. Від 9 до 23 жовтня 1648 року штаб-квартира Богдана Хмельницького була на Личаківському передмісті. Гетьман одразу надав накази своїм полковникам зайняти стратегічні позиції. У той же день відбувся інцидент, котрий міг докорінно змінити історію визвольної війни. Гетьман на білому коні, об'їжджаючи місто та вибираючи краще місце для штурму, був атакован львів'янином італійського походження Убальдіні, який вистрелив та влучив під копита коня. Згодом Самійло Кушевич пересказав, що сам Богдан Хмельницький після того, як прощався з львівськими послами, казав, що «куля вдарила під самого коня»
Полк, яким командував Максим Кривоніс, зупинився на Тарнавці (район сучасних вулиць Богдана Хмельницького і Волинської), полк Павла Головацького стояв на горі Калічій (Цитадельній). Загони татар отаборилися на полях поблизу приміських сіл Скнилов, Рясна і Зимна Вода. Гарнізон міста побачивши ворога, одразу дали залп кільканадцять разів, показуючи ворогу що їм відомо про них. У місті було досить зброї, але мало харчів. Бракувало теж канонірів. Непокоїла постава русинів. «Напевне, люди грецької релігії з охотою виглядають неприятеля», — писав Самійло Кушевич у своєму щоденнику. Заможні русини, одначе, боялися козаків принаймні так само, як поляки. У разі падіння міста вони втратили би все майно, і навіть життя. Коли ж скликано руських старійшин до ратуші, лагідними словами заохочуючи до оборони і перестерігаючи перед зрадою, русини виголосили готовність до боротьби із загарбниками. Під час облоги не дійшло до ворожих виступів з їхнього боку.

### Початок штурму
Чисельна перевага ворога призвела до того, що оборонці міста мусили залишити шанці і схоронитись у підміських храмах і монастирях: Кармелітів, Бернардинів, Марії Магдаліни і в церкві св. Юра. Більшість місцевого українського (у тогочасних джерелах — русинського) населення радо вітало появу козаків. Люди переходили на їхній бік, надавали всіляку допомогу. Є свідчення, що маляр-українець, який добре знав місцевість, показав козакам найкращий шлях для наступу на укріплення кармелітського монастиря через будинки міщан-схизматиків. 10 жовтня козацькими силами було здобуто ключові позиції зовнішнього поясу міських фортифікацій, укріплені костели Лазаря, Кармелітів, Марії Магдалини. Для скорішого закінчення облоги Богдан Хмельницький наказав Максиму Кривоносу зайняти стратегічну і важливу висоту — Високий замок. Гарнізон замку під командуванням Яна Братковського наносив козакам суттєві втрати. Так Самійло Кушевич в своєму листі описує:
| Стріляли і міські і замкові гармати по тих, хто з'являвся на горбах, завдаючи їм значних втрат; серед них насмерть підстрелили сестринця самого Тугай-Бея. |.
Існує припущення що через дії саме селянських загонів під Львовом, котрі бачили як вивозять викуп для козаків і татар частинами, почали вимагати своєї частки та почали поводитись самовпевнено й навіть агресивно, Богдан Хмельницький, аби повсталі змогли прикласти свою енергію, дав вказівку здобути Високий замок.
Багато дослідників зокрема Ю. Чуловський, а за ним — І. Крип'якевич і М. Давидович вказують, що Максим Кривоніс до початку штурму дістав рану в бою у лівий бік, рана вище серця не гоїлася, але він все ж був головним при наступі на замок. 8-9 жовтня минули на приготування до майбутнього штурму і зайняття передмість. У козацькому обозі вже існувала інформація з розвіданих, наданих львів'янами-українцями про найвразливіші місця в обороні замку: такою слабшою ланкою оборони являла собою південна сторона мурів, де розташовувалась вхідна брама.

### Перша атака 10 жовтня 1648
Полк Кривоноса, що стояв на «Тарнавці» (район сучасних вулиць Богдана Хмельницького і Волинської) 10 жовтня в суботу, о 4.00 годині ранку розпочав наступ на замок з гарматного обстрілу, котрий тривав декілька годин. О півдні першими вирушила селянська піхота (числом декілька тисяч чоловік), озброєна бойовими косами, списами, дрючками. За селянами, під прикриттям кримськотатарських лучників, котрі, за повідомленням польських джерел: «посилали хмари стріл з луків, що всі дахи в замку виглядали як їжаки», рушили загони козаків і кримськотатарської піхоти, озброєних вогнепальною зброєю, тягнучи за собою наперед зроблені довгі обложні драбини, котрі підіймали на гору за допомогою 12 возів. Під сильним рушничним та гарматним обстрілом здійснюваним залогою Львова, селянам і козацько-кримськотатарським загонам вдалося дістатися мурів Високого замку. Частина нападників вела шквальний вогонь з рушниць по оборонцях замку, не даючи їм висунути голови, тим самим прикриваючи іншу частину нападників, котрі вели підкопи мурів, та тих хто намагався дрючками зробити пролом у стінах.
Наступ був спрямований на південно-східні схили замку, козаки з кримськими татарами намагалися приставити драбини до мурів, і вдертися на стіни, але захисники замку давали достойну відсіч, відганяючи нападників від мурів. Основну атаку нападники спрямували на головну браму замку.

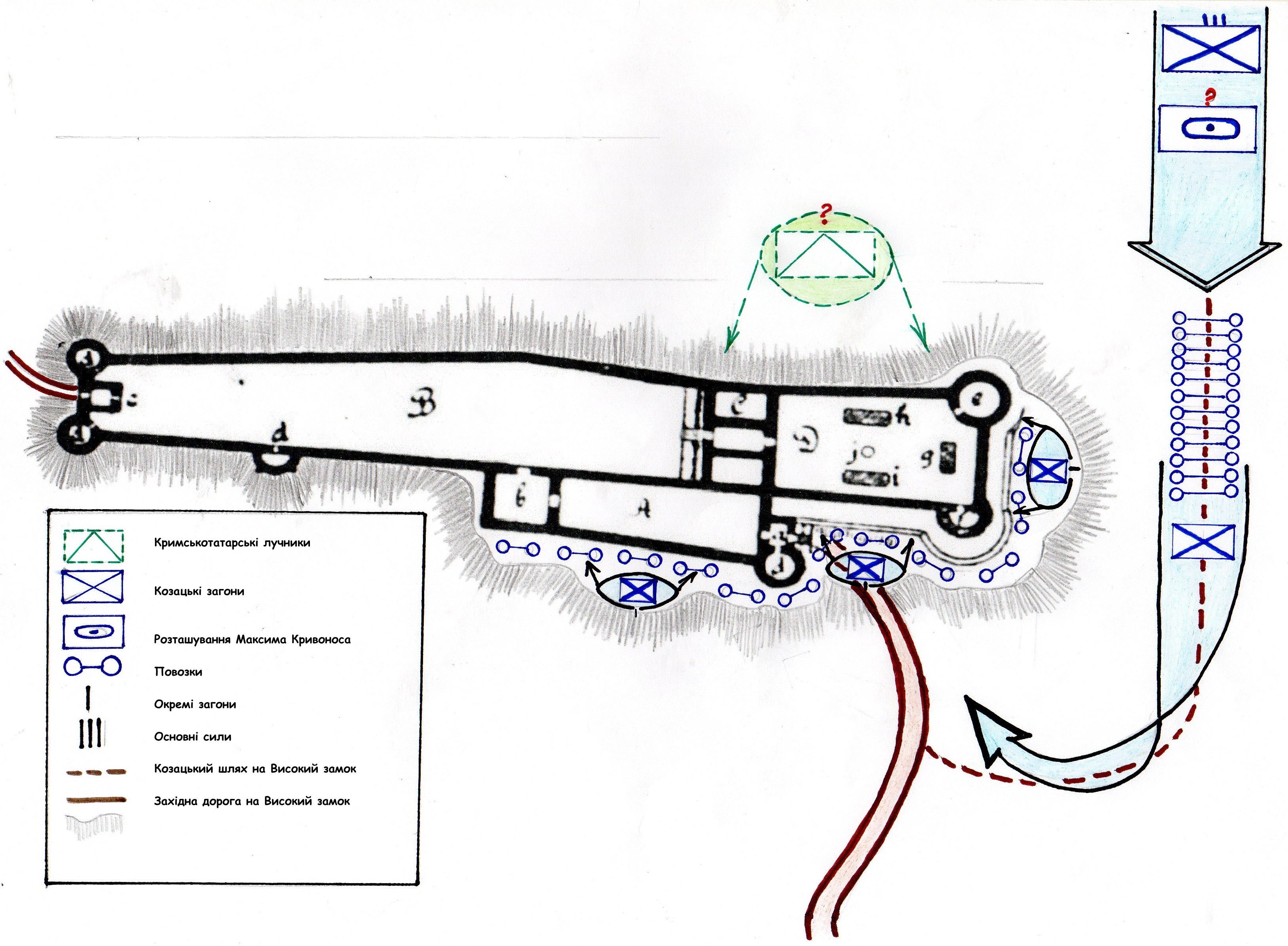
Гіпотетична реконструкція першої атаки на Високий замок.

На території замку проживало та тимчасово знайшли притулок багато цивільного населення: старі, жінки, діти, котрі ще 8 жовтня втекли з Краківського передмістя, перед тим як воно було зайняте ворогом. Всі втікачі, які перебували в замку, на добровільній основі активно брали участь у відбитті ворожих атак, підносячи солдатам каміння, цеглу, окріп, колоди та балки, які оборонці скидали на голови штурмуючих. Намагаючись відбити напад та полегшити становище захисників замку, львівський гарнізон відкрив вогонь з гармат та гаківниць по тилу ворога. Ефективним був гарматний вогонь, котрий вели єврейські захисники міста з вежі Корнякта. Оскільки нападникам ані пробити мури, ані вдертися на них по драбинах не вдалося, селяни, козаки і кримські татари мусили зайняти позиції у підніжжя Замкової гори. Відпочивши деякий час, селяни знову пішли в атаку, котра і цього разу була не вдалою. Протягом цілого дня селянські загони атакували сім разів, підходячи до мурів замку й зазнаючи втрат, сім разів змушені були відступити. Під час однієї з атак вдалося зробити невеличкий вилом та підкоп у мурі великого замкового подвір'я з південного боку. Оборонцям вдалося відтіснити ворога, засипати підкоп та закрити пролом в стіні. Залога Високого замку переважно відбивала атаки противника з мурів, даних про те, що захисники перетинали лінію вхідної брами та вступали в рукопашний бій з противником немає. За даними львів'янина, сучасника цих подій, штурми 10 жовтня коштували селянам і козакам вбитими до 500 чоловік. За його словами тіла загиблих селян і козаків вкрили схили Замкової гори: «як ніби хто по ній каміння розкидав». На думку А. Козицького, число вбитих у цьому повідомленні явно перебільшене. Реалістична оцінка Самійла Кушевича: «кільканадцять убитих». Кількість втрат залоги замку не відомо. З міста бачили, що поранених та частину вбитих повстанці забрали із поля бою й доставили їх до підніжжя Замкової гори. Наразі оборонці замку святкували перемогу, але стан речей був незадовільний: бракувало амуніції, продуктів, і особливо води, якої багато використано при обороні.
Бургграф Ян Братковський наказав всім втікачам, котрі врятувались від козаків і кримських татар і ускладнювали оборону, ввечері добровільно, а декого і примусово покинути замок. Користуючись темрявою частина відпущених із замку дісталися Краківської брами, через яку їх впустили до Львова. Решта поховалася в спаленних будівлях Краківського передмістя. Дехто навіть поробив собі криївки в підвалах сплюндрованих костелів та монастирів. Утім багато людей потрапили до рук козаків, які завдяки цьому отримали вичерпну інформацію про всі слабкі місця оборони замку, а також складну ситуацію його захисників. Оборонці Львова також не марнували часу: протягом ночі з королівського арсеналу на Високий замок таємно принесли запаси куль та пороху. Після невдалих штурмів, частина селянських загонів разом з козаками і кримськими татарами зайняли позиції у підніжжя Замкової гори так, щоб ворог не міг завдавати їм будь-яку шкоду.
Під час штурмів Високого Замку козаки під командуванням Хмельницького зуміли перекрити постачання води в місто, тим самим позбавивши води і замок. «А нам в той день, під час великого наступу на місто черні й козаків, перерізано воду з допомогою деяких людей грецької віри з Краківського передмістя, які перейшли до козаків і показали труби в полі» - описує Самійло Кушевич.

### Наступ 11 жовтня 1648

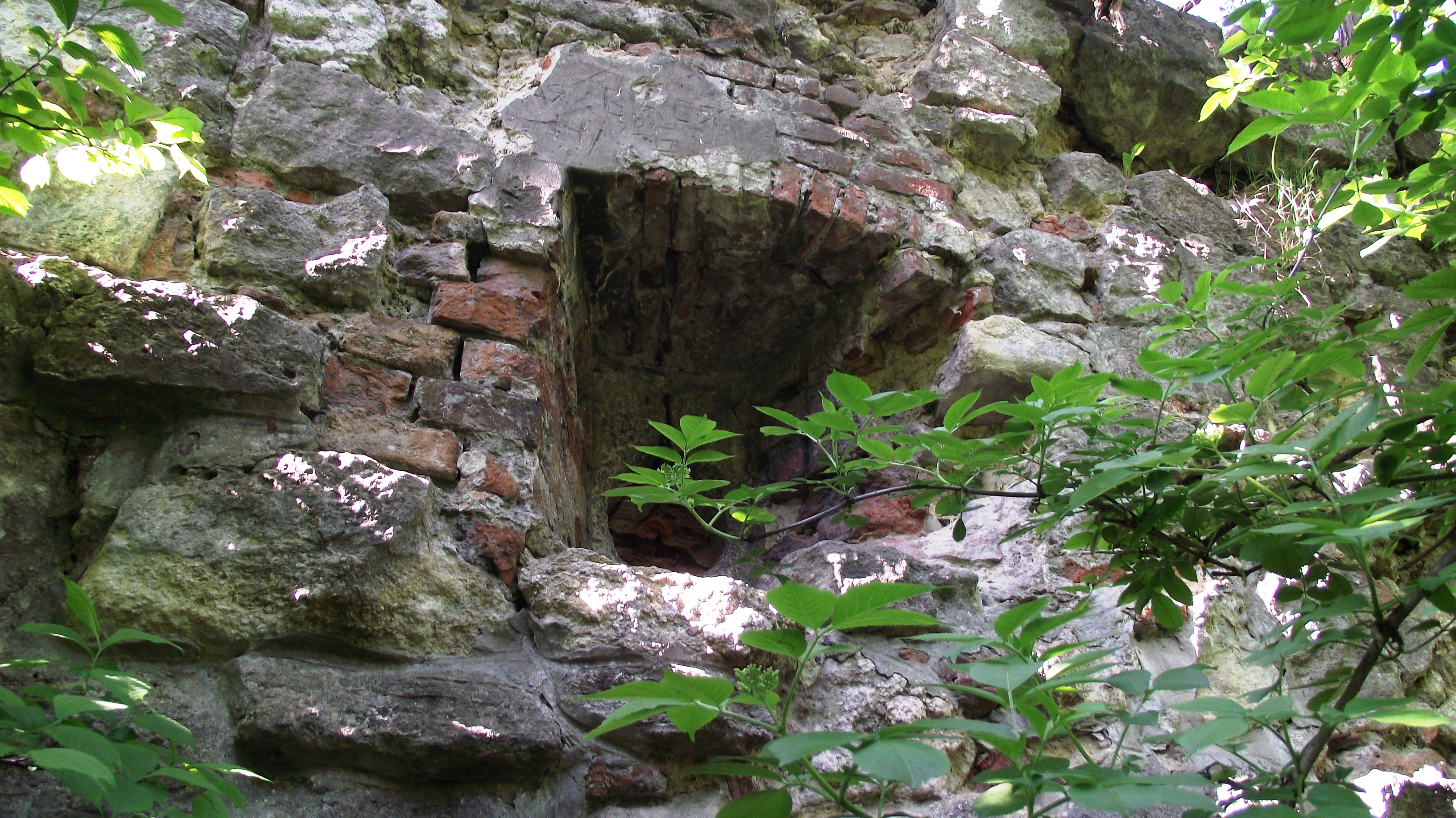
Бійниця південного муру, сучасний стан

У неділю зранку селяни знову почали атаку на Високий замок, ще з більшою завзятістю. Козаки з кримськими татарами намагалися за допомогою 12 обложних драбин оволодіти валами перед самим замком, але гарнізон добре відбивав вогнепальною зброєю козацькі атаки і не давав їм зайняти валів. Згодом, скоріш за все через нерівне кількісне співвідношення обложених і нападників, козаки піднялися до самих стін, намагалися ламати їх кайлами, ломами, робили спроби виламати браму, натовпи нападників намагалися забратися на стіни, робили підкопи. Гарнізон замку, котрий отримав уночі запас боєприпасів, за словами Самійла Кушевича: «боронився добре». Не досягнувши успіху нападники знову вимушені були відступити. Про втрати обох сторін у цей день невідомо.
У другій половині дня в замку стався інцидент, який значно вплинув на подальшу долю укріплення та його мешканців. Ситуація складалась наступним чином: залога Високого замку страждала від браку води, тому, побоюючись самостійно йти по воду, солдати замкового гарнізону висилали цивільних мешканців, які були в межах замку, набирати воду з джерела на Підзамче (котре існує і сьогодні). Під час однієї з таких вилазок, група переодягнених козаків видала себе за біженців і приєдналася до посланих по воду селян. Завдяки таким діям, козаки могли потай відчинити браму своїм основним силам. Увесь цей план згодом був провалений, ударемнив його один з «поштових» селян, котрий, повернувшись до фортифікації, потай розповів про козацький підступ бургграфові. З наступом ночі Ян Братсковський нічого не з'ясовуючи одразу надав наказ вишукувати всіх новоприбулих «біженців» під фортечним муром: у такий спосіб було розстріляно і заколото близько 20 осіб. Як свідчать подальші події, перебити Братковському всіх козацьких «диверсантів» не вдалося.
Уже наступної ночі виявилося, що хтось непомітно зацвяхував кілька гармат і понамочували запали для бомб, залив водою гарматні порохові ґноти. Підозра одразу впала на українських мешканців, що не було дивним, зважаючи на неприховану ворожість, яку щодо них демонстрував гарнізон. Ян Братковський ніяких дій проти українців не робив, усвідомлюючи яку загрозу можуть нести обороноздатності замку українські селяни, не наважився вигнати їх за мури. Згодом він обґрунтовував цей крок тим, що побоювався відкритого бунту й нападу на його людей, який міг би статися після вигнання українців. Становище залоги тільки погіршилося, оскільки солдатам доводилося пильнувати не тільки за козаками, а й за «внутрішнім ворогом».
Недільній штурм тривав цілий день, але дістатися цілі нападникам знову не вдалося, вони відступили та знову повернулися до підніжжя Замкової гори, але потрібно наголосити на тому, що після кожної козацької атаки на замок, його гарнізон витрачав більше припасів, яких бракувало ще в минулі дні облоги, таким чином становище замку становилося критичнішим з кожним відбиттям ворожої атаки.

### Нічний штурм 12-13 жовтня 1648
Максим Кривоніс, бачачи неефективність козацьких атак, вирішив піти на хитрість. У ніч з 12 на 13 жовтня він наказує сотникові Миколі Небилиці здійснити несподівану для гарнізону атаку на Високий замок. Із наступом темряви сотня козацької піхоти під командуванням Небилиці, зберігаючи тишу, із мушкетами в руках рушила до Високого замку. Вочевидь у день, 12 жовтня, подальші спроби штурмувати замок не робилися (джерела не повідомляють про атаки 12 жовтня), через що втомлена за день сторожа, яка мала пильнувати за ворогом, почала дрімати. Свідчило про це поступове вгасання вартових вогнів, які постійно повинні були підтримуватись на стінах черговими вартами.
Коли козацька сотня наблизилася до самого муру, їх несподівано для обох сторін, помітила та частина чергової варти, котра не спала. У Високому замку одразу вдарили на сполох, швидко запалили каганці і бочки зі смолою, закликаючи інших зайняти свої позиції до оборони. Саме в цей момент почалася сильна злива. Впродовж кількох секунд вода замочила замки козацьких мушкетів, порох одразу змок, зброя тимчасово стала непридатною для використання.
У цій ситуації будь-які дії козацької піхоти, спрямовані проти захисників замку, привели лише б до безглуздих чисельних втрат серед козаків. Микола Небилиця надав наказ відступити до табору, оскільки стало зрозуміло, що захопити зненацька ворога їм не вдалося. Так і не здійснивши свою місію козаки відступили.
Виснажені боями та постійним напруженням, захисники замку почали впадати в стан апатії та безнадії. З ранку 13 жовтня за повідомленням джерел: «голодом і сильною спрагою виснажений» бургграф Ян Братковський вирішив пробитися до міста. Зібравши коло себе своїх людей і залишивши своїм заступником в замку Мацея (Матвія) Рибінського, з піхотою відступив до Львова. Братковський виправдовувався тим, що думав нібито вже укладено перемир'я, тож йому не обов'язково перебувати у Високому замку. Містяни розвіяли його думки. Нагодувавши та напоївши бургграфа із частиною його залоги, їх знову відправили до Високого замку. Солдатам дали запаси їжі, води, пороху, куль і також чітку інструкцію обороняти фортецю до останнього. Справа полягала ще в тому, що взяття козаками Високого замку зміцнювало позицію на переговорах і дозволяло впевнено диктувати свої умови Хмельницькому, котрий вимагав великий викуп від Львова.
За час відсутності Братковського вцілілі залишки козацьких «диверсантів» зацвяхували вже всі фортечні гармати, фактично вивели їх з ладу. У запальні отвори гармат хтось позабивав цвяхи зі зрубаними шапками. Серед зібраних у Високому замку біженців, відкрито почали лунати вимоги припинити опір і здатися на ласку переможців.

### Вирішальна атака. Взяття першої в'їзної брами 14 жовтня 1648
14 жовтня Кривоніс спрямував атаку на пригородок і головну браму та енергійно здійснив масовану атаку на замок. Упродовж дня їм вдалося захопити першу браму, більшою мірою завдяки натовпу українських селян, котрі перебували в замку. Великою юрмою вони кинулися до головної брами, виламали стопорний механізм, котрий блокував опускання дубових ґрат, після чого підняли їх і відкрили браму. Козаки одразу почали швидко займати середину в'їзного пригородка. Дати відсіч ворогові та відтіснити його спробували 30 польських замкових драгунів, але це не дало ніякого ефекту і в нетривалій битві всі вони загинули.
Побачивши, що оборона замку майже прорвана противником, Ян Братковський зі своїми людьми кинулися в друге фортечне подвір'я, замкнувши за собою браму в замковому будинку, що розділяла східну та західну частини фортифікації. Не чекаючи, коли селяни з козаками і кримськими татарами виламають другу браму, оборонці поспішили до башти при вхідній хвіртці. Відсунувши гармату, один за одним, через отвір бійниці вискочили назовні. Ті, хто вискочили першими, пострілами з мушкетів відігнали козацькі сили, а далі почали швидко та неорганізовано відступати до Львова.
Самійло Кушевич повідомляє, що Високий замок зрештою: «без крайньої потреби, залишив спочатку пан бургграф дня чотирнадцятого жовтня…». Однак прорвавшись до пригородка, нападники спинилися біля другої внутрішньої брами, яку не могли виламати. Штурм другої внутрішньої брами замку повсталі продовжили наступного дня.

### Переломний момент. Здобуття Високого Замку 15 жовтня 1648
При відступі до Львова захисників замку врятувало те, що якраз у цей момент більшість нападників саме ввірвалася до брами замку й не надто зважали на те, що діється у його східній частині. Коли втікачі дісталися міста, виявилося, що з гарнізону фортифікації вціліло півсотні солдатів і кілька пахолків. (М. Давидович у своєму дослідженні приводить дані, за якими з цілої залоги залишилося 52 людини). 15 жовтня почалося остаточне здобуття фортифікації, деякий час опір козакам і татарам пробували чинити лише цивільні поляки та євреї, котрі переховувалися за мурами.
Цього ж дня (невідомо, чи після взяття другої брами, чи до того) комендант львівської піхоти Рибінський, котрий ще залишався в замку, бачачи, що обороняти фортецю вже немає ніякого сенсу, за прикладом бургграфа покинув Високий замок і пробився до міста. За деякий час нападникам вдалося виламати другу браму. Увірвавшись до замку, нападники зчинили розправу над оборонцями (за польськими джерелами):
| Почалася страшенна різня. Не щадили нікого з обложених: ні православних, ні католиків, ні поляків, ні русинів, ні євреїв. Не боронила від смерті ні віра, ні стать, ні вік. Один страшенний крик розпачу змішався з криками переможців і доносився до мурів міста! |

### Завершення облоги

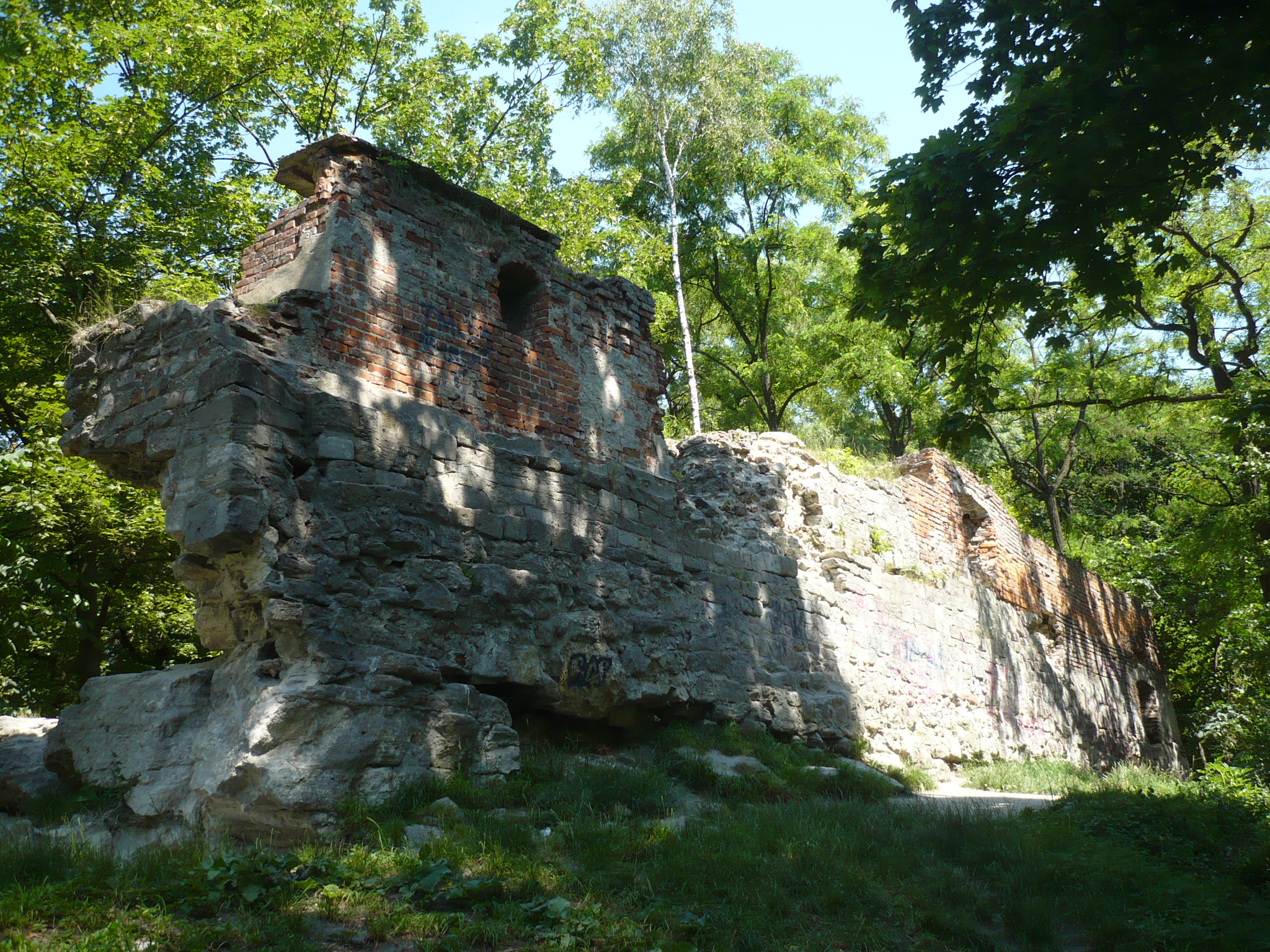
Південна стіна Високого замку із ракурсу південного-сходу, 2015 рік

Частині тих, хто переховувався в замку, якимось чином вдалося сховатися. Козаки заборонили хоронити тіла загиблих оборонців, тому тривалий час тіла загиблих розкладалися, і їх вдалося поховати лише тоді, коли Хмельницький відступив від стін міста. Ховали їх тут же, з північного боку замку. Після взяття Високого Замку, за свідченням додатка до літопису Самовидця, козаки, стріляючи по місту з замку: «не тільки людей, а і курей стріляти могли». Здобуття замку знайшло відображення і у Львівському літописі: «Замку Високого добули і люд вистинали…». Самійло Кушевич так повідомив про цю подію: «замок […] захоплений полком Кривоноса, який жорстоко вбив там понад тисячу вбогого люду обох статей і різного віку».

## Наслідки
Загалом характер воєнних дій засвідчував не стільки бажання гетьмана Богдана Хмельницького будь-що оволодіти Львовом, скільки його прагнення змусити магістрат пристати на свої умови. Як відомо, укріплені передмістя і монастирі відігравали важливу роль в обороні міста, як і Високий замок, тому з падінням цих твердинь Львів опинився під загрозою капітуляції. Взяття Високого замку — це переломний етап облоги Львова Богданом Хмельницьким.
На думку А. Козицького, твердження, що із здобуттям замку можна було б вести артобстріли Львова і швидко змусити місто капітулювати, є помилковим. Піднявшись на оглядовий майданчик Високого Замку по місту вогонь вести неможливо, та і, у свою чергу, сам замок зі Львова також прострілюється добре. А восени 1648 Високий замок мав суттєво нижчу висоту, бо там ще не насипали кургану із теперішнім оглядовим майданчиком.

## Пам'ять про взяття Високого замку
У 1869 році ухвалено рішення на честь 300-річчя Люблінської унії, щоб на вершині Замкової гори, з ініціативи польського політика Францішека Смолькі, за свої власні кошти насипати курган. Унаслідок будівельних робіт із насипання копця, руїни Високого замку повністю знищені, окрім невеличкого фрагмента південного муру, що дуже пошкодило подальше вивчення історичного об'єкта. Неможливим стало вивчення не тільки археологічного матеріалу котрий залишився після облоги 1648 року, але і всієї історії Високого замку.
За свідченнями львівського краєзнавця та колекціонера Антонія Шнайдера, який в міру можливостей збирав у другій половині XIX ст. знахідки із Високого замку, серед них багато предметів військового призначення: вістря списів та стріл, остроги, мечі тощо. Серед іншого, учений знайшов два людські черепи, пробиті стрілами. Як писав згодом про свої пошуки Антоній Шнайдер:
| Було знайдено дуже багато старожитностей, більшість із яких розійшлось по руках робітників, які собі їх самовільно привласнили; або ж були потовчені, розлупані і засипані у найближчі яруги разом із землею та сміттям. Нікому навіть на думку не спало скласти бодай схематичний план того звалища. Нащадкам важко буде вгадати навіть місце, на якому стояв колись у нашій історії Високий замок. |

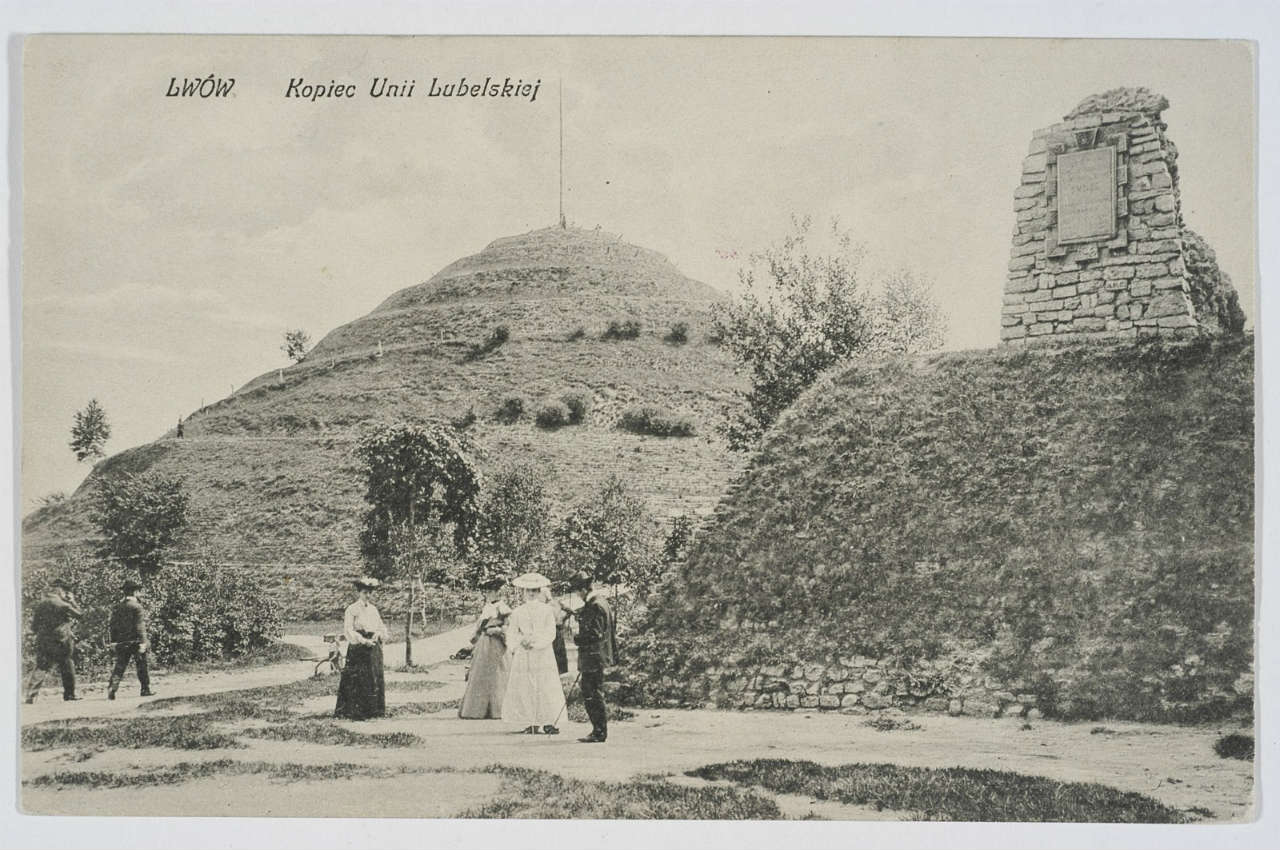
Копець Люблінської унії та рештки південного оборонного муру
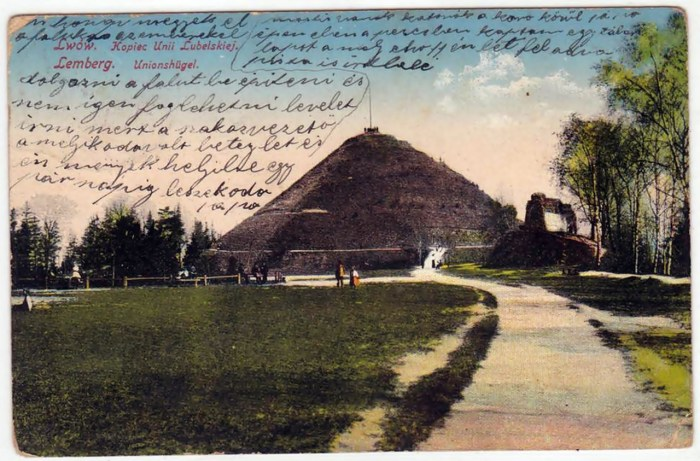
Листівка початку XX століття
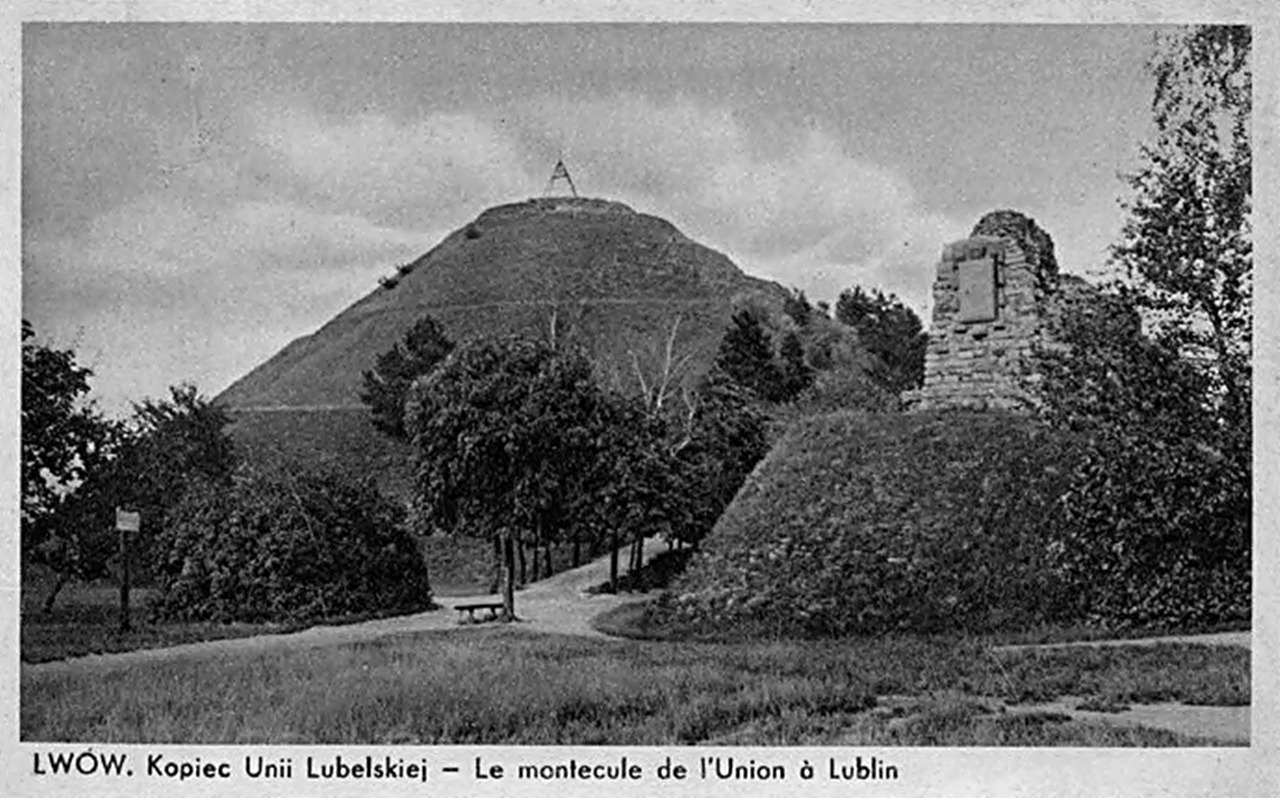
Світлина 1939 року
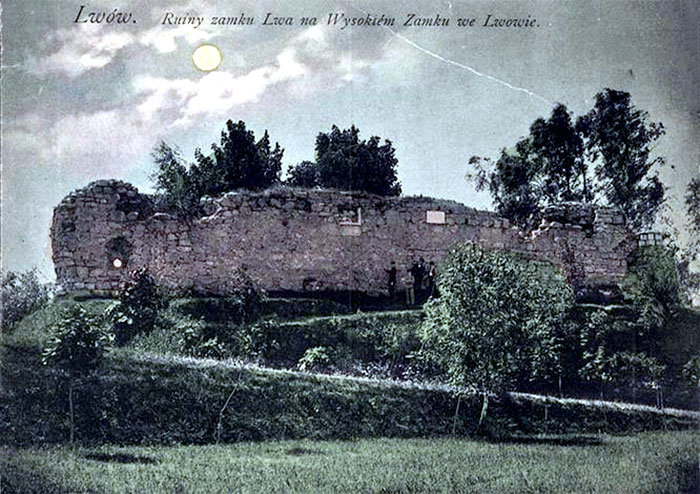
Кольорова листівка з залишком південного муру Високого замку
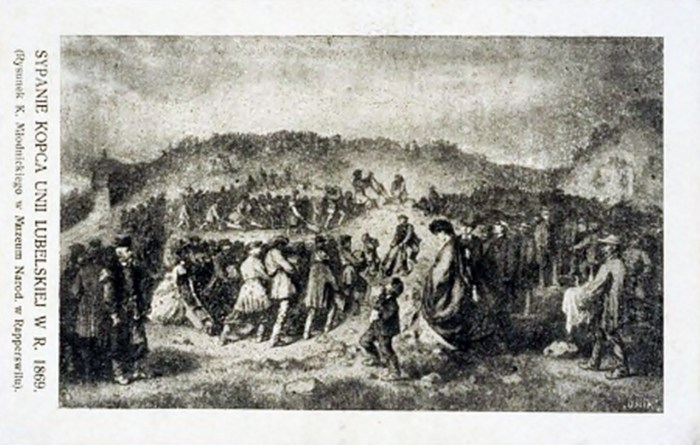
Насип копця Люблінської унії в 1869 році. Малюнок К. Млодницького

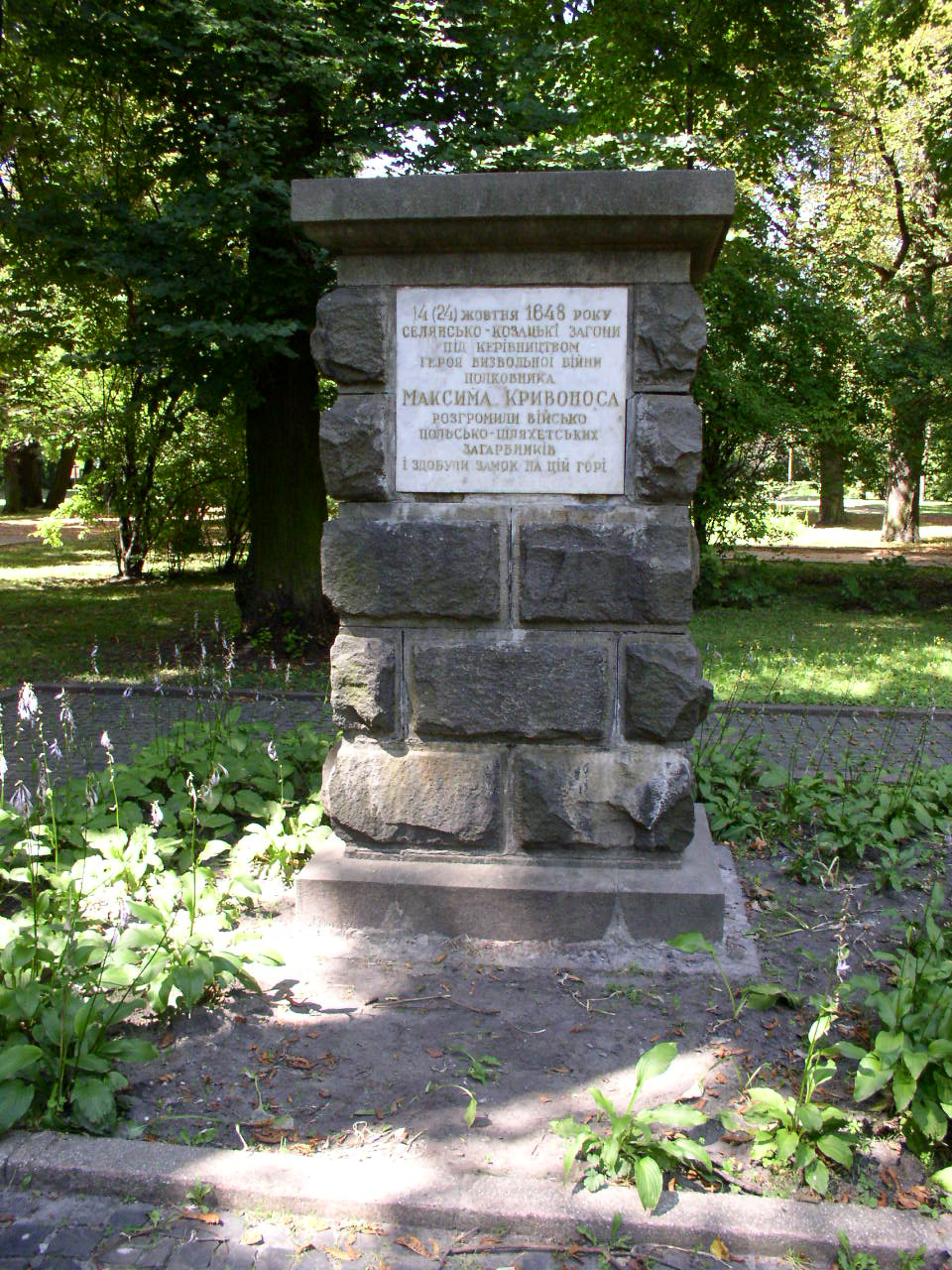
Постамент пам'ятнику Максимові Кривоносу. Фото 26 липня 2006 року

У 1953 році в парку «Високий замок» закладено постамент для пам'ятника на честь полковника Максима Кривоноса, з написом на мармуровій дошці:
| 14 (24) жовтня 1648 року селянсько-козацькі загони під керівництвом героя визвольної війни полковника Максима Кривоноса розгромили військо польсько-шляхетських загарбників і здобули замок на цій горі. |
На честь взяття Максимом Кривоносом Високого замку, у грудні 1944 року названо розташовану біля підніжжя гори вулицю іменем Максима Кривоноса. Зараз на вершині копця встановлено український прапор, який символізує взяття козаками Високого замку. Сьогодні залишки руїн Високого замку під № 367 входять до державного реєстру національного культурного надбання Львова та перебувають під охороною Управління Охорони Культурної Спадщини.

## У мистецтві
- Маркіян Шашкевич у вірші «Хмельницького обступленіє Львова» (1834) згадує момент облоги Високого замку:

| ..На розсвіті з замку із рушниць стрілєли, А смерком козаки замок підпалили Да раненько доокола весь Львів обступили. Ударили з самопалів — двори погоріли.. |
- Художник Семен Лазеба написав картину «Здобуття Високого Замку військом Максима Кривоноса».
- У часи німецької окупації Олена Кульчицька створила дереворит «Кривоніс здобуває військовий замок» (1942)[46].

### Першоджерела
- Бевзо О.А. Львівський літопис і Острозький літописець. — 2. — Київ : Наукова думка, 1971. — 200 с.
- Історія Львова в документах і матеріалах. — Київ : Наукова думка, 1986. — 420 с.
- Зиморович Б. Потрійний Львів. Leopolis Triplex. — Львів, 2002. — 224 с. — ISBN 966-7022-30-7.
- Величко С. Літопис Самійло Величко. — Київ : Дніпро, 1991. — Т. 1. — 384 с. — ISBN 5-308-00314-9.
- Величко С. Літопис Самійло Величко. — Київ : Дніпро, 1991. — Т. 2. — 642 с. — ISBN 5-308-00315-7.
- Короткий опис Малоросії (1340—1776). — Київ : Стилос, 2012. — 192 с. — ISBN 978-966-193-071-0.
- Джерела з історії Національно-визвольної війни українського народу 1648—1658 рр / Мицик Ю. — Київ : Інститут української археографії та джерелознавства ім. М.С. Грушевського; Канадський інститут українських студій, 2012. — Т. 1. — 680 с. — ISBN 978-966-02-6572-1.

### Дослідження
- Козицький А. Leopolis militans. Нариси військової історії Львова XIII-XVIII ст.. — Львів : Апріорі, 2014. — 368 с. — ISBN 978-617-629-204-3.
- Давидович М. Львівський Замок (Замок руських королів). — 2-ге. — Львів : «Тріада Плюс», 2016. — 100 с.
- Крип'якевич І.П. Богдан Хмельницький. — Львів : Світ, 1990. — 408 с. — ISBN 5-11000889-2.
- Замлинский В. А. Богдан Хмельницкий. — Москва : Молодая Гвардия, 1989. — 336 с. — ISBN 5-235-00365-9.
- Грушевський М. Про батька козацького Богдана Хмельницького. — Jersey City : З друкарнї „Свободи“, 1919. — 81 с.
- Ісаєвич Я., Литвин М., Стеблій Ф., Козицький А. та ін. Історія Львова. — Львів : Центр Європи, 2006. — Т. 1. — 296 с. — ISBN 9789667022594.
- Крип'якевич І. Історичні проходи по Львову. — Львів : Апріорі, 2007. — 115 с. — ISBN 966-8256-32-8.
- Смолій В., Степанков В. Українська Національна революція XVII ст. (1648-1676). — Київ : Видавничій дім «Києво-Могилянська академія», 2009. — 447 с. — ISBN 978-966-518-522-2.
- Czołowski A. Wysoki zamek. — Lwów : Nakładem Towarzystwa Miłośników Przeszłości Lwowa, 1910. — 130 с.
- Сенів І.В. Творчість Олени Львівни Кульчицької. — Київ : Видавництво Академії Наук, 1961. — 171 с.